# Live in Gelredome
Live in Gelredome is het 11e album van Ilse DeLange en het 4e livealbum. De Gelredome groeide in het begin van de 21e eeuw uit tot een veel gevraagde concertzaal, -gelegenheid. Ilse DeLange kon op 26 maart 2011 het podium bestijgen en proberen de "zaal" vlot te trekken. De recensies over het optreden waren over het algemeen goed, de meeste tegenstemmers waren diegenen die de americana van de zangeres niet geschikt vonden voor zo'n grote zaal. De uitgebrachte dvd moest het ook een beetje ontgelden, mede door een matige beeldkwaliteit en mogelijk "repareerwerk" achteraf. Het album kreeg qua publiciteit een steuntje in de rug door een actie van Anouk, die het uitbrengen van het album door Universal Music maar rotzooi vond en het in de vuilnisbak gooide en een foto plaatste op Twitter. Ilse DeLange zelf bedankte Anouk voor deze onverwacht promotie, ze zat zelf alweer in de Verenigde Staten. Op 23 maart 2012 zou Ilse waarschijnlijk weer in het muziekstadion staan, maar door de het verlies van DeLanges vader verschoven naar september. 

## Musici
Onder andere:
- Ilse de Lange – zang, gitaar
- Arnold van Dongen, Martijn van Agt, Bertolf Lentink - gitaar
- Bart Vergoossen – drums

## Muziek
| Nr. | Titel                                | Duur |
| --- | ------------------------------------ | ---- |
| 1.  | If it takes all night (nieuw nummer) |      |
| 2.  | Next to me                           |      |
| 3.  | Eyes straight ahead                  |      |
| 4.  | World of hurt                        |      |
| 5.  | Livin' on love                       |      |
| 6.  | I still cry                          |      |
| 7.  | We're allright                       |      |
| 8.  | Flying blind                         |      |
| 9.  | I'd be yours                         |      |
| 10. | Almost                               |      |
| 11. | Beautiful distraction                |      |
| 12. | Something amazing                    |      |
| 13. | Puzzle me                            |      |
| 14. | The great escape                     |      |
| 15. | The other side                       |      |
| 16. | Miracle                              |      |
| 17. | I'm not so tough                     |      |
| 18. | Time out                             |      |
| 19. | Untouchable                          |      |
| 20. | Field of opportunity                 |      |
| 21. | So incredible                        |      |
| 22. | Carousel                             |      |
| 23. | Born to run                          |      |

## Albumlijst
Het album kwam binnen op nummer 1 van de Dvd Top 30 en op nummer 2 van de Album Top 100; er is namelijk een variant op de markt gebracht van een 2cd/dvd.

## Hitnotering

### NederlandseAlbum Top 100
| Hitnotering: (Week 1 t/m 16) 11-06-2011 t/m 24-09-2011 Hitnotering: (Week 17 t/m) 08-10-2011 t/m 29-10-2011 | Hitnotering: (Week 1 t/m 16) 11-06-2011 t/m 24-09-2011 Hitnotering: (Week 17 t/m) 08-10-2011 t/m 29-10-2011 | Hitnotering: (Week 1 t/m 16) 11-06-2011 t/m 24-09-2011 Hitnotering: (Week 17 t/m) 08-10-2011 t/m 29-10-2011 | Hitnotering: (Week 1 t/m 16) 11-06-2011 t/m 24-09-2011 Hitnotering: (Week 17 t/m) 08-10-2011 t/m 29-10-2011 | Hitnotering: (Week 1 t/m 16) 11-06-2011 t/m 24-09-2011 Hitnotering: (Week 17 t/m) 08-10-2011 t/m 29-10-2011 | Hitnotering: (Week 1 t/m 16) 11-06-2011 t/m 24-09-2011 Hitnotering: (Week 17 t/m) 08-10-2011 t/m 29-10-2011 | Hitnotering: (Week 1 t/m 16) 11-06-2011 t/m 24-09-2011 Hitnotering: (Week 17 t/m) 08-10-2011 t/m 29-10-2011 | Hitnotering: (Week 1 t/m 16) 11-06-2011 t/m 24-09-2011 Hitnotering: (Week 17 t/m) 08-10-2011 t/m 29-10-2011 | Hitnotering: (Week 1 t/m 16) 11-06-2011 t/m 24-09-2011 Hitnotering: (Week 17 t/m) 08-10-2011 t/m 29-10-2011 | Hitnotering: (Week 1 t/m 16) 11-06-2011 t/m 24-09-2011 Hitnotering: (Week 17 t/m) 08-10-2011 t/m 29-10-2011 | Hitnotering: (Week 1 t/m 16) 11-06-2011 t/m 24-09-2011 Hitnotering: (Week 17 t/m) 08-10-2011 t/m 29-10-2011 | Hitnotering: (Week 1 t/m 16) 11-06-2011 t/m 24-09-2011 Hitnotering: (Week 17 t/m) 08-10-2011 t/m 29-10-2011 | Hitnotering: (Week 1 t/m 16) 11-06-2011 t/m 24-09-2011 Hitnotering: (Week 17 t/m) 08-10-2011 t/m 29-10-2011 | Hitnotering: (Week 1 t/m 16) 11-06-2011 t/m 24-09-2011 Hitnotering: (Week 17 t/m) 08-10-2011 t/m 29-10-2011 | Hitnotering: (Week 1 t/m 16) 11-06-2011 t/m 24-09-2011 Hitnotering: (Week 17 t/m) 08-10-2011 t/m 29-10-2011 | Hitnotering: (Week 1 t/m 16) 11-06-2011 t/m 24-09-2011 Hitnotering: (Week 17 t/m) 08-10-2011 t/m 29-10-2011 | Hitnotering: (Week 1 t/m 16) 11-06-2011 t/m 24-09-2011 Hitnotering: (Week 17 t/m) 08-10-2011 t/m 29-10-2011 | Hitnotering: (Week 1 t/m 16) 11-06-2011 t/m 24-09-2011 Hitnotering: (Week 17 t/m) 08-10-2011 t/m 29-10-2011 | Hitnotering: (Week 1 t/m 16) 11-06-2011 t/m 24-09-2011 Hitnotering: (Week 17 t/m) 08-10-2011 t/m 29-10-2011 | Hitnotering: (Week 1 t/m 16) 11-06-2011 t/m 24-09-2011 Hitnotering: (Week 17 t/m) 08-10-2011 t/m 29-10-2011 | Hitnotering: (Week 1 t/m 16) 11-06-2011 t/m 24-09-2011 Hitnotering: (Week 17 t/m) 08-10-2011 t/m 29-10-2011 | Hitnotering: (Week 1 t/m 16) 11-06-2011 t/m 24-09-2011 Hitnotering: (Week 17 t/m) 08-10-2011 t/m 29-10-2011 | Hitnotering: (Week 1 t/m 16) 11-06-2011 t/m 24-09-2011 Hitnotering: (Week 17 t/m) 08-10-2011 t/m 29-10-2011 |
| Week: | 1 | 2 | 3 | 4 | 5 | 6 | 7 | 8 | 9 | 10 | 11 | 12 | 13 | 14 | 15 | 16 | | 17 | 18 | 19 | 20 | |
| --- | --- | --- | --- | --- | --- | --- | --- | --- | --- | --- | --- | --- | --- | --- | --- | --- | --- | --- | --- | --- | --- | --- |
| Positie: | 2 | 5 | 5 | 6 | 7 | 14 | 15 | 21 | 28 | 23 | 12 | 42 | 40 | 60 | 65 | 81 | uit | 77 | 76 | 82 | 95 | uit |